# RANO
De RANO (Radio Amateur Netwerk Organisatie) was de seniorenomroep van Rotterdam en was een vrijwilligersorganisatie met ongeveer 45 medewerkers. De groep verzorgde 24 uur per dag radioprogramma’s via de kabel voor senioren en zij die extra zorg en aandacht nodig hebben. De omroep was tevens de ziekenomroep voor een aantal ziekenhuizen in Amsterdam. De uitzendingen waren te beluisteren via 107.5 fm op de kabel in Rotterdam, Hoogvliet en Hoek van Holland.  
De Rano is als eerste ziekenomroep in Nederland opgericht door Gerrit den Braber op 17 mei 1947. In november 2008 werd de Gerrit den Braberstudio in gebruik genomen aan de Ceintuurbaan in Rotterdam. De opening werd gedaan door de Rotterdamse burgemeester Ivo Opstelten. 
Op 1 april 2009 viel het doek voor de Rano, want de sponsor draaide de geldkraan dicht; op 31 maart 2009 zijn de uitzendingen gestaakt. 